# Rudove, Bilokurakîne
Rudove (în ucraineană Рудове) este un sat în comuna Kureacivka din raionul Bilokurakîne, regiunea Luhansk, Ucraina.

## Demografie
Componența lingvistică a localității Rudove
     Ucraineană (91,67%)
     Rusă (8,33%)
Conform recensământului din 2001, majoritatea populației localității Rudove era vorbitoare de ucraineană (91,67%), existând în minoritate și vorbitori de rusă (8,33%).